# Pierre Hérigone
Pierre Hérigone, latinisiert Petrus Herigonius, (* um 1580; † 1643 oder 1644 in Paris) war ein französischer Mathematiker. Er ist baskischen Ursprungs, wie er selbst schrieb. Über sein Leben ist wenig bekannt, er lebte aber meist in Paris.
Gelegentlich wurde er mit dem Linguisten und Mathematiker Clément Cyriaque de Mangin (1570–1642) identifiziert oder mit dem Drucker und Mathematiker Denis Henrion, was auf eine Bemerkung von Claude Hardy zurückging. Das gilt aber heute als widerlegt.

## Leben und Werk
Hérigone führte in seinem 1632 bis 1642 in sechs Bänden erschienenen Cursus Mathematicus (geschrieben in Latein und Französisch), einem Lehrbuch der Elementarmathematik, zahlreiche mathematische Notationen ein, zum Beispiel die Ausdrücke für Winkel, Senkrechtstehen, das Symbol für kleiner (<) und den Begriff Parallelepiped.

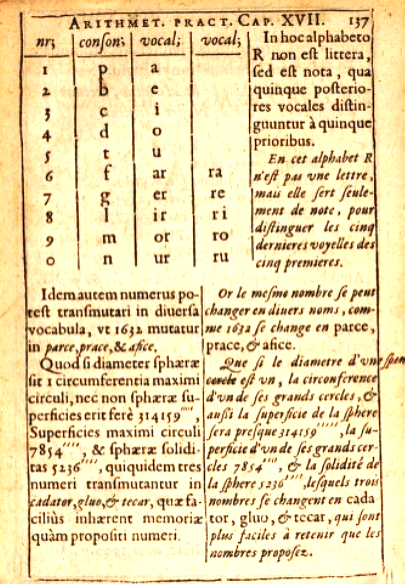
Cursus mathematicus, Band 2, S. 137: System zur Memorierbarkeit großer Zahlen – Major-System

Winkelnotationen, von Hérigone eingeführt

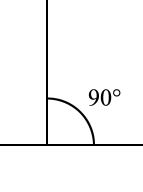
Symbol für Senkrechte von Hérigone

Darin fand sich auch ein nach ihm benanntes System der Darstellung von großen Zahlen zwecks besserer Memorierbarkeit sowie eine Camera Obscura in einem Pokal, mit der man andere beim Trinken heimlich beobachten konnte. Nach seinem Biographen Per Strømholm (Dictionary of Scientific Biography) zeigt der Cursus wenig substanziell Originelles, zeigt aber seine ausgedehnten Kenntnisse und sein Verständnis zeitgenössischer Mathematik. Von seinen neuen Notationen setzte sich kaum etwas durch.
Sein Cursus ist François de Bassompierre gewidmet, der damals durch Kardinal Richelieu in der Bastille inhaftiert war. Eine Erklärung könnte darin liegen, dass die unverkauften Bände der Erstausgabe 1644 als vorgebliche Neuauflage neu herausgebracht wurden – zu dem Zeitpunkt war Bassompierre wieder frei und in Gnaden beim Hof aufgenommen worden.
Der erste Band behandelt die Geometrie (nach Euklid, Apollonios von Perge und anderen); der zweite Arithmetik, Kalenderrechnung und Algebra; der dritte Sinus, Logarithmus, Zinsrechnung und Anwendungen der Mathematik auf Befestigungsanlagen, Architektur sowie Mechanik; der vierte Geographie und Navigation; der fünfte Optik, Proportionalzirkel, Perspektive, Theorie der Planeten nach Ptolemäus und Kopernikus, Sonnenuhr und Mathematik in der Musik (nach Euklid). In einem Ergänzungsband werden die Algebra von Francois Viète, kubische Gleichungen, Planetentheorie, Anwendungen des Proportionalzirkels, Chronologie und ein Verzeichnis mathematischer Autoren abgehandelt.
In seinem Cursus ist er einer der frühesten Populisatoren der Algebra von Francois Viète. Es zeigt auch sein Bemühen als Vorläufer von Leibniz, Giuseppe Peano und anderen eine universale mathematische Sprache zu entwickeln (ein Thema das im 17. Jahrhundert auch bei anderen Wissenschaftlern aktuell war), in der er sowohl Logik, Euklids Geometrie in symbolischer Form und andere Gebiete der Mathematik behandeln kann. Im zweiten Band finden sich auch Stellen, die  Blaise Pascal für sein Pascalsches Dreieck inspiriert haben könnten.
Mit Étienne Pascal und Claude Mydorge und anderen war er Mitglied eines Komitees, dass die Längengradbestimmung über Mondbeobachtung von Jean-Baptiste Morin beurteilen sollte. Der Ausschuss beurteilte die Methode negativ, was zu einem langjährigen Rechtsstreit mit Morin führte. Morin machte für die Entscheidung insbesondere Hérigone verantwortlich, der auch in seinem Cursus auf die Fehler Morins einging und auch dessen Tätigkeit als Astrologe kritisierte.
Er soll einer der besten Dame-Spieler in Paris gewesen sein.
1639 veröffentlichte er ein kleines Lexikon mathematischer Ausdrücke als Supplement zu einer kommentierten Euklid Ausgabe (sie entspricht im Wesentlichen aber dem französischen Text des ersten Bandes seines Cursus).
Der Mondkrater Herigonius ist nach ihm benannt.